# Zoblitz-Lodenau
Zoblitz-Lodenau war eine Gemeinde im preußisch-schlesischen Landkreis Rothenburg (Ob. Laus.), die von 1938 bis 1945 bestand.
Die Gemeinde an der Lausitzer Neiße entstand am 1. April 1938, als Lodenau auf der linken Neißeseite und Zoblitz auf der rechten Neißeseite zusammengeschlossen wurden. Verbunden waren beide Gemeindeteile über eine Brücke.
In der Gemeinde lebten 1939 etwa 1150 Einwohner, während sechs Jahre vorher die beiden Vorgängergemeinden auf insgesamt 900 Einwohner kamen.
Als nach dem Ende des Zweiten Weltkriegs die Grenze zwischen Deutschland und Polen entlang der Lausitzer Neiße gezogen wurde, lag Zoblitz auf polnischer Seite und bekam den Namen Sobolice. Lodenau wurde wieder eine eigenständige Gemeinde und gelangte nach 130 Jahren mit dem westlichen Teil des Landkreises wieder zum Land Sachsen.
Koordinaten: 51° 23′ N, 14° 58′ O